# Canthidium smithi
Canthidium smithi là một loài bọ cánh cứng trong họ Bọ hung (Scarabaeidae).